# Longaulnay
Longaulnay est une commune française située dans le département d'Ille-et-Vilaine en région Bretagne, peuplée de 598 habitants.

## Géographie
Longaulnay est située entre Rennes et Dinan, à 2 km de Bécherel. Son bourg se trouve à 34 km au nord-ouest de Rennes où l'on se rend en 25 min, à 20 km de Dinan (20 min) et à 45 km de Saint-Malo (30 min). Ce petit bourg de pleine campagne est ainsi aussi proche de la ville que de la mer.

### Communes limitrophes
|                          | Saint-Thual                    |              |
| Plouasne (Côtes-d'Armor) | Longaulnay                     | La Baussaine |
|                          | Bécherel, Miniac-sous-Bécherel |              |

### Hydrographie
Pour un article plus général, voir Réseau hydrographique d'Ille-et-Vilaine.
La commune est située dans le bassin Loire-Bretagne. Elle est drainée par le Romoulin,.

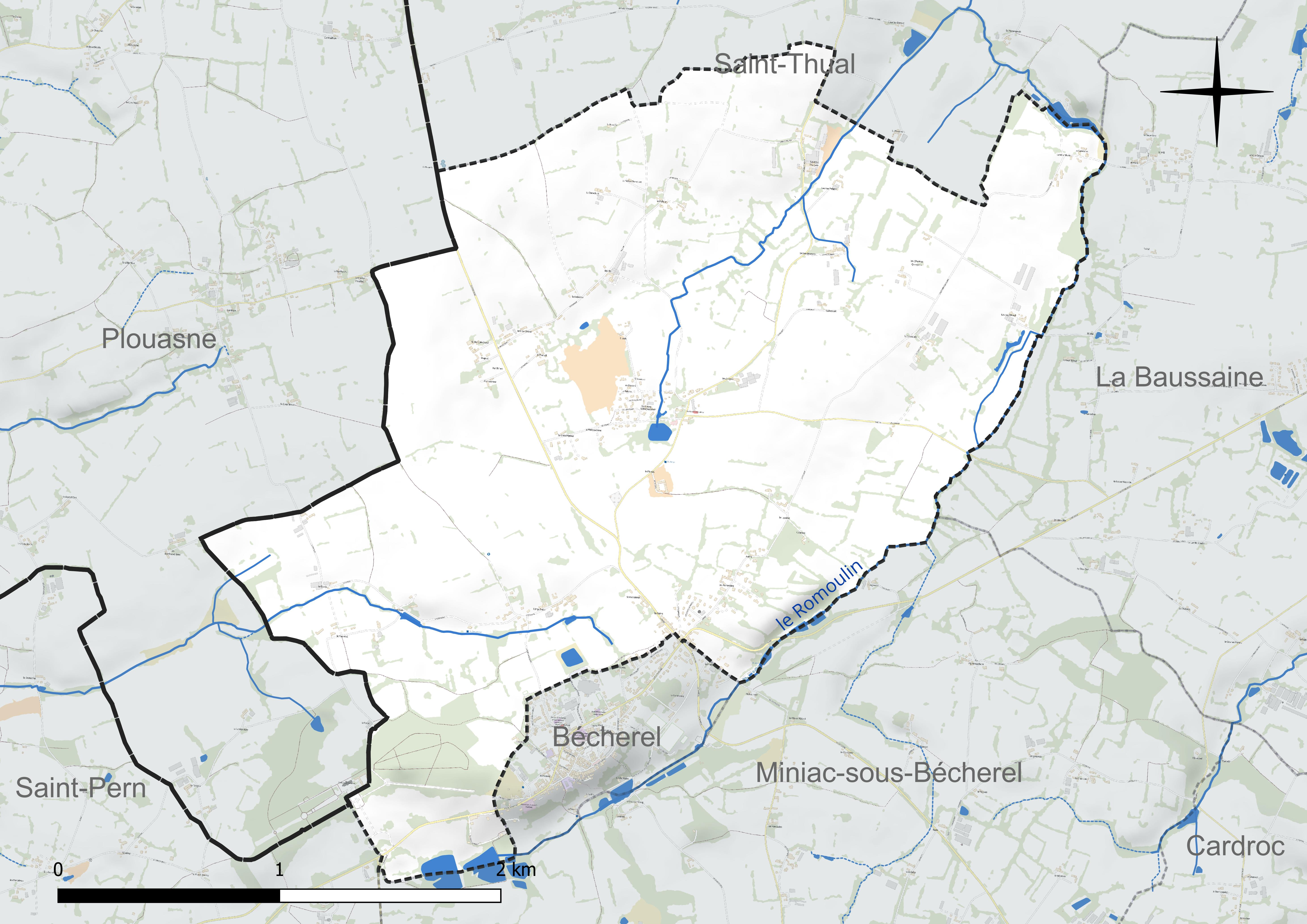
Réseau hydrographique de Longaulnay.

### Climat
Pour des articles plus généraux, voir Climat de la Bretagne et Climat d'Ille-et-Vilaine.
En 2010, le climat de la commune est de type climat océanique franc, selon une étude du CNRS s'appuyant sur une série de données couvrant la période 1971-2000. En 2020, Météo-France publie une typologie des climats de la France métropolitaine dans laquelle la commune est exposée à un climat océanique et est dans la région climatique  Bretagne orientale et méridionale, Pays nantais, Vendée, caractérisée par une faible pluviométrie en été et une bonne insolation. Parallèlement l'observatoire de l'environnement en Bretagne publie en 2020 un zonage climatique de la région Bretagne, s'appuyant sur des données de Météo-France de 2009. La commune est, selon ce zonage, dans la zone « Intérieur Est », avec des hivers frais, des étés chauds et des pluies modérées.  
Pour la période 1971-2000, la température annuelle moyenne est de 11,2 °C, avec une amplitude thermique annuelle de 12,5 °C. Le cumul annuel moyen de précipitations est de 778 mm, avec 12,7 jours de précipitations en janvier et 7,4 jours en juillet. Pour la période 1991-2020, la température moyenne annuelle observée sur la station météorologique la plus proche, située sur la commune du Quiou à 7 km à vol d'oiseau, est de 11,6 °C et le cumul annuel moyen de précipitations est de 757,4 mm,. Pour l'avenir, les paramètres climatiques de la commune estimés pour 2050 selon différents scénarios d'émission de gaz à effet de serre sont consultables sur un site dédié publié par Météo-France en novembre 2022.

## Urbanisme

### Typologie
Au 1er janvier 2024, Longaulnay est catégorisée commune rurale à habitat dispersé, selon la nouvelle grille communale de densité à sept niveaux définie par l'Insee en 2022.
Elle est située hors unité urbaine. Par ailleurs la commune fait partie de l'aire d'attraction de Rennes, dont elle est une commune de la couronne,. Cette aire, qui regroupe 183 communes, est catégorisée dans les aires de 700 000 habitants ou plus (hors Paris),.

### Occupation des sols
L'occupation des sols de la commune, telle qu'elle ressort de la base de données européenne d'occupation biophysique des sols Corine Land Cover (CLC), est marquée par l'importance des territoires agricoles (94,5 % en 2018), une proportion sensiblement équivalente à celle de 1990 (95 %). La répartition détaillée en 2018 est la suivante : 
terres arables (52,8 %), prairies (25,9 %), zones agricoles hétérogènes (15,8 %), forêts (3 %), zones urbanisées (2,5 %). L'évolution de l'occupation des sols de la commune et de ses infrastructures peut être observée sur les différentes représentations cartographiques du territoire : la carte de Cassini (XVIIIe siècle), la carte d'état-major (1820-1866) et les cartes ou photos aériennes de l'IGN pour la période actuelle (1950 à aujourd'hui).

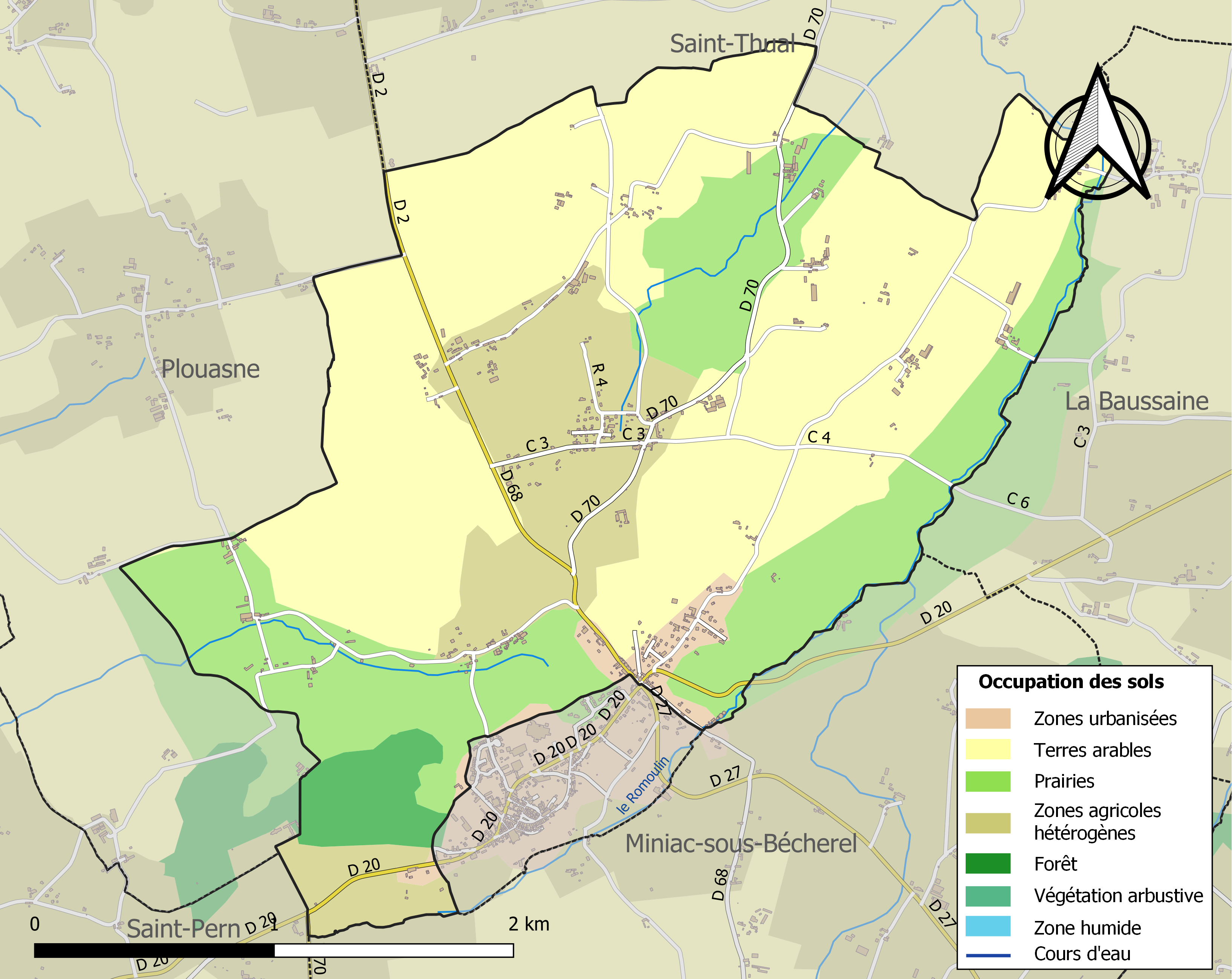
Carte des infrastructures et de l'occupation des sols de la commune en 2018 (CLC).

## Toponymie
L'abbé Bossard atteste les formes suivantes : Capella sancti Leobini de Longo alneto (1137), [Guillaume de] Lonc Aunay (1381), Longalnay (1385), Longaulnoy (1426), Longaunay (1513), Longaulnay (1516), Longaulné (1602) et Paroisse de Lanquannay (1701).
La prononciation locale en gallo était Lonquaunâ, ce que confirment la mention qu'on peut lire dans le Gargantua de Rabelais qui vante les « saulcisses de Lonquaulnay » et les graphies de 1381 et 1701.
Selon Albert Dauzat et Ernest Nègre, Longaulnay est un composé roman formé du nom aulnaie (alnetum < aunoi/aunay) et de l'adjectif long. Le nom de plusieurs écarts de la commune (Launay Biheul, Launay Chauvin, Launay Peigné) tend à le confirmer.
Jacques Lacroix propose, pour le premier élément, une autre hypothèse en  reliant l'élément longo-  à deux vocables gaulois probablement apparentés : lo(n)ga qui peut signifier « tombe », « urne » ou « vase » et longo-, « navire ». Ces deux mots ont en commun l'idée de creux, ce qui correspond bien au site de Longaulnay.

## Histoire
Longaulnay est un démembrement de l'ancienne paroisse primitive de Plouasne.
Donald, évêque d'Alet (de 1120 à 1143) confirme les religieux de Marmoutiers (Touraine) dans la possession de Plouasne et de ses chapelles, entre autres celle de Saint-Lubin de Longaulnay. À partir du XIIIe siècle, le village de Longaulnay est une paroisse à part entière, dépendant de l'ancien évêché de Saint-Malo.
Au XVIe siècle, le territoire de Longaulnay appartient aux seigneurs de Beaumont. La seigneurie s'unit en 1776 à la famille de Caradeuc.
Transformée en succursale en 1803, la paroisse de Longaulnay retrouve son indépendance par ordonnance royale du 10 juin 1820.
Une maladrerie se trouvait autrefois au lieu-dit la Madeleine.
Le village de la Barre pourrait être l'emplacement du château primitif de Bécherel. Le prieuré de Saint-Jacques est fondé en 1164 ou 1167 près de l'emplacement de ce château. Sa chapelle est convertie en cellier. Le prieuré avait un colombier et possédait jadis un droit de haute justice.

## Héraldique et logotype

### Héraldique
| Blason | Blasonnement : D'azur au sautoir d'argent. |

### Logotype
| Logotype de la commune de Longaulnay | Logotype de la commune de Longaulnay : À compléter |

## Politique et administration

### Rattachements administratifs et électoraux
Longaulnay appartient à l'arrondissement de Saint-Malo et au canton de Combourg depuis le redécoupage cantonal de 2014. Avant cette date, elle faisait partie du canton de Tinténiac.
Pour l'élection des députés, la commune fait partie de la troisième circonscription d'Ille-et-Vilaine, représentée depuis février 2020 par Claudia Rouaux (PS-NFP). Auparavant, elle a successivement appartenu à la circonscription de Saint-Malo (Second Empire), la 2e circonscription de Saint-Malo (IIIe République), la 6e circonscription (1958-1986) et la 2e circonscription (1988-2012).

### Intercommunalité
Depuis le 6 décembre 1995, Longaulnay appartient à la communauté de communes Bretagne Romantique. Cette intercommunalité a succédé à l'association pour le développement économique du Combournais puis au SIVOM des cantons de Combourg, Tinténiac et Pleine-Fougères, fondé en décembre 1979, auquel appartenait la commune.

### Administration municipale
Le nombre d'habitants au dernier recensement étant compris entre 500 et 1 499, le nombre de membres du conseil municipal est de 15.

### Liste des maires

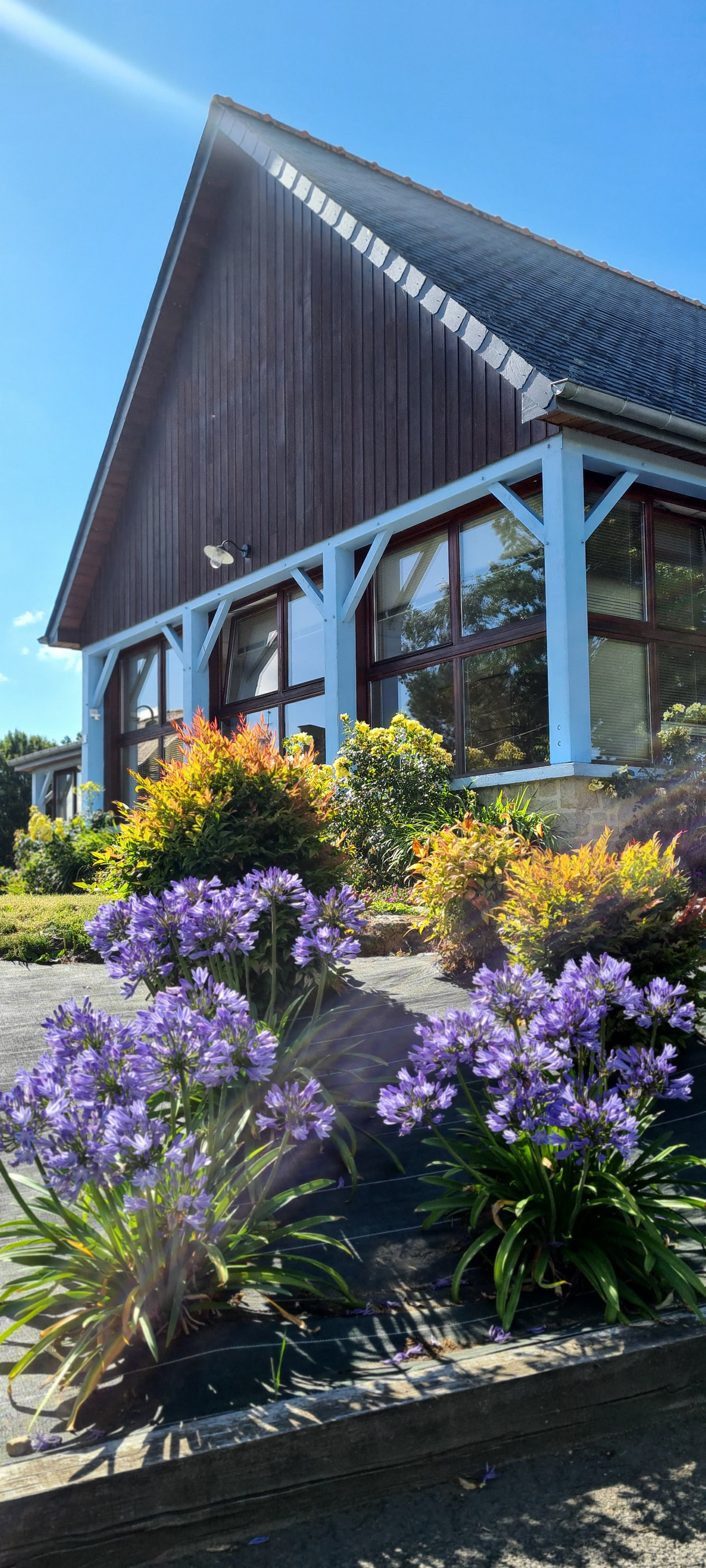
La mairie.

| Période                                  | Période                   | Identité         | Étiquette | Qualité                                    |
| ---------------------------------------- | ------------------------- | ---------------- | --------- | ------------------------------------------ |
| Les données manquantes sont à compléter. |                           |                  |           |                                            |
|                                          | 1912 (décès)              | M. Letellier     |           |                                            |
| octobre 1912                             | ?                         | François Faisant |           | Propriétaire                               |
| Les données manquantes sont à compléter. |                           |                  |           |                                            |
| Maire en 1949                            | ?                         | Jean Rolland     |           |                                            |
| mars 1958                                | mars 1989                 | Joseph Joubeaux  |           | Retraité de l'agriculture, maire honoraire |
| mars 1989                                | juin 1995                 | Étienne Huet     |           | Chauffeur retraité                         |
| juin 1995                                | mars 2014                 | Danielle Demay   |           | Agricultrice                               |
| mars 2014                                | En cours (au 27 mai 2020) | David Buisset    | DVD       | Juriste                                    |

## Démographie
L'évolution du nombre d'habitants est connue à travers les recensements de la population effectués dans la commune depuis 1793. Pour les communes de moins de 10 000 habitants, une enquête de recensement portant sur toute la population est réalisée tous les cinq ans, les populations de référence des années intermédiaires étant quant à elles estimées par interpolation ou extrapolation. Pour la commune, le premier recensement exhaustif entrant dans le cadre du nouveau dispositif a été réalisé en 2007.
En 2022, la commune comptait 598 habitants, en évolution de −4,47 % par rapport à 2016 (Ille-et-Vilaine : +5,46 %, France hors Mayotte : +2,11 %).
| 1793 | 1800 | 1806 | 1821 | 1831 | 1836 | 1841 | 1846 | 1851 |
| ---- | ---- | ---- | ---- | ---- | ---- | ---- | ---- | ---- |
| 900  | 813  | 776  | 883  | 866  | 774  | 843  | 833  | 772  |

| 1856 | 1861 | 1866 | 1872 | 1876 | 1881 | 1886 | 1891 | 1896 |
| ---- | ---- | ---- | ---- | ---- | ---- | ---- | ---- | ---- |
| 818  | 822  | 737  | 712  | 741  | 720  | 702  | 679  | 718  |

| 1901 | 1906 | 1911 | 1921 | 1926 | 1931 | 1936 | 1946 | 1954 |
| ---- | ---- | ---- | ---- | ---- | ---- | ---- | ---- | ---- |
| 679  | 658  | 610  | 524  | 510  | 482  | 471  | 454  | 461  |

| 1962 | 1968 | 1975 | 1982 | 1990 | 1999 | 2006 | 2007 | 2012 |
| ---- | ---- | ---- | ---- | ---- | ---- | ---- | ---- | ---- |
| 455  | 413  | 363  | 327  | 303  | 340  | 536  | 564  | 615  |

| 2017 | 2022 | - | - | - | - | - | - | - |
| ---- | ---- | - | - | - | - | - | - | - |
| 616  | 598  | - | - | - | - | - | - | - |

## Économie
- Ressources et productions : bovins, porcins.

## Lieux et monuments

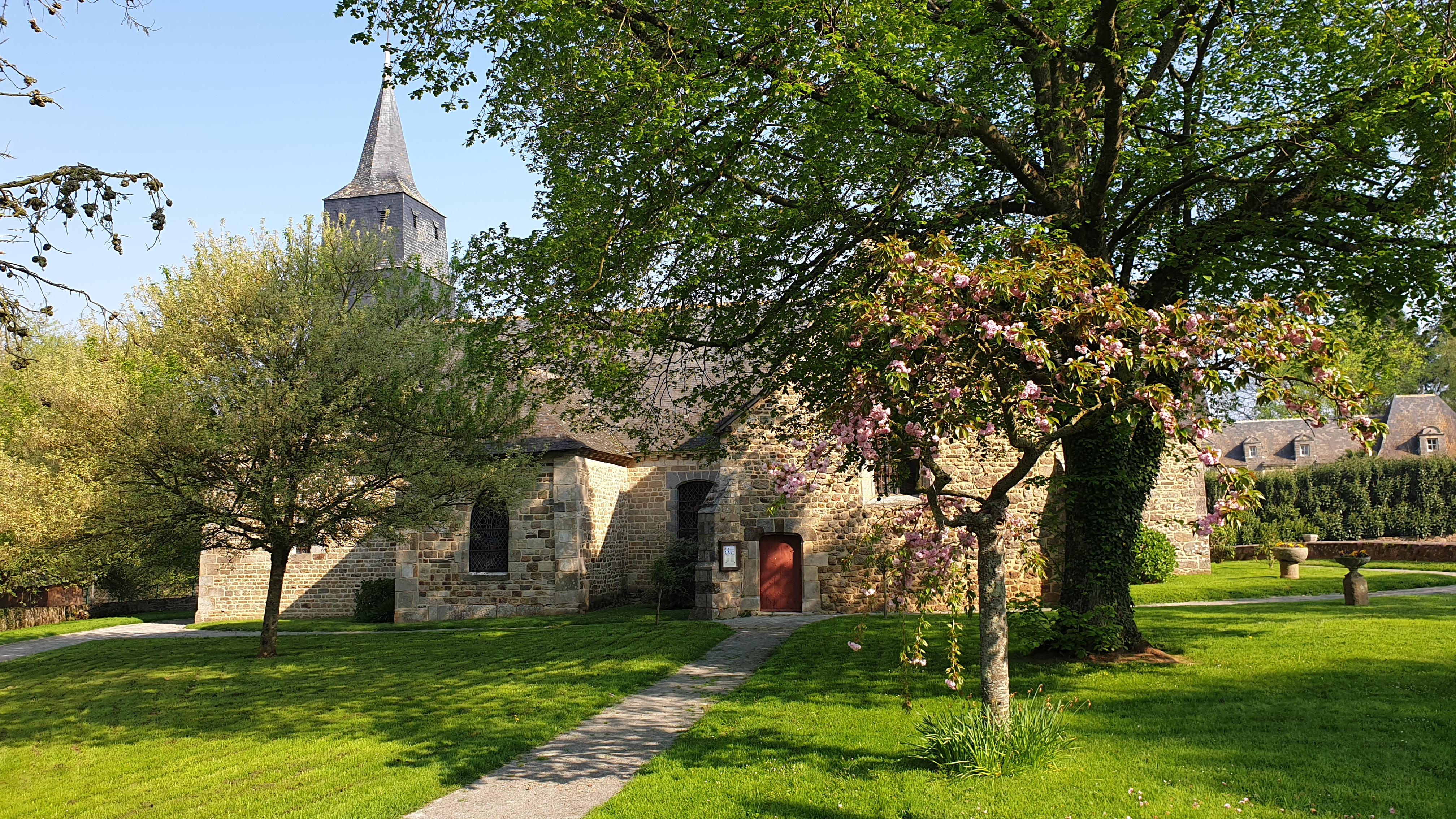
L'église paroissiale Saint-Lubin.

- Église Saint-Lubin (1580), remaniée au XVIe siècle et en 1620 (du temps du recteur Geffroy Guerro). Elle comprend une nef à chevet droit et un croisillon au sud : une fenêtre flamboyante à deux meneaux est percée dans le chevet. Une des sablières du chœur est datée de 1580. L'église conserve des fonts octogonaux et possède deux cloches de 1778.

Elle est bâtie en granite de Bécherel avec du granite de Languédias pour les portes sud et ouest.
- Ancien hospice de la Madeleine, situé route de Dinan à La Chapelle-Chaussée. Il s'agit d'une ancienne léproserie. Sa chapelle était en ruines dès 1727.
- Ancienne chapelle privative (XVIIe siècle) du manoir de Launay-Biheul.

## Activité et manifestations
- Aire de pique-nique près de l'étang, aux abords de l'église.
- Nombreux circuits de randonnées dans le pays (deux à Longaulnay : circuit de la Baussaine et le sentier des collines)[31].
- Base de loisirs, à Bétineuc (10 km).